# Wilhelm Christian Hochstetter
Wilhelm Christian Hochstetter (Esslingen am Neckar, 4 de março de 1825 — Stuttgart, 23 de setembro de 1881) foi um botânico, jardineiro e inspetor do Jardim Botânico de Tübingen.

## Biografia
Era filho de Christian Ferdinand Friedrich Hochstetter. Escreveu livros sobre coníferas e publicou sobre o nenúfar gigante da Amazónia Victoria regia, que conseguiu propagar em Tübingen. Juntamente com Johann Baptist Henkel, introduziu a família Araucariaceae.

## Obras
Entre muitas outras, é autor das seguintes obras:
- Die Coniferen oder Nadelhölzer, welche in Mittel-Europa winterhart sind: für Landschaftsgärtner, Gartenfreunde, Forstbeamte. Stuttgart 1882.
- com Johann Baptist Henkel: Synopsis der Nadelhölzer. Cotta, Stuttgart 1865.
- Wegweiser durch den botanischen Garten der Kön. Universität Tübingen. E. Riecker, Tübingen 1860.
- Kritisches Verzeichnis des Coniferen-Herbarium’s. Laupp, Tübingen 1869.
- Die Victoria Regia, Ihre Geschichte, Natur, Benennung und Cultur. Guttenberg, Tübingen 1852.